# Heinrich Joseph Watteroth
Heinrich Joseph Watteroth, né le 17 janvier 1756 à Worbis et mort le 13 août 1819 à Vienne, est un juriste autrichien.

## Biographie
Watteroth est initialement destiné par ses parents à une carrière ecclésiastique. D'autre part, il se consacre au droit pendant ses études universitaires. À partir de 1774, il étudie à l'université d'Erfurt, puis s'installe à l'université de Göttingen, où il obtient son diplôme en 1777. Dans la même année, il trouve un emploi au conseil aulique de Vienne. Il suit des cours à l'université de Vienne et obtient un doctorat en droit.
En 1781, Watteroth obtient un poste de professeur agrégé de statistiques et de sciences politiques à l'université de Vienne et en 1783 devient professeur de statistiques au Theresianum. En août 1783, il rejoint la loge viennoise des Illuminés de Bavière Zur wahren Eintracht, et pose sa candidature comme maître la même année. En 1786, il devient membre de la loge maçonnique Zur Truth. Il est nommé professeur ordinaire d'histoire du droit à l'université de Vienne en 1786.
Watteroth est dénoncé à l'empereur Joseph II par Christoph Bartholomäus Anton Migazzi , l'archevêque de Vienne, en 1790 en raison d'activités antichrétiennes. En conséquence, il doit abandonner la chaire d'histoire de l'Église, mais reçoit la chaire de science politique en 1791 et est également censeur. Son ouvrage Für Toleranz überhaupt und Bürgerrechte der Protestanten in katholischen Staaten, publié à Vienne en 1781, fut mis à l’Index librorum prohibitorum en 1783.
La maison viennoise de Watteroth au Erdbergstrasse 17 est un lieu de rencontre pour de nombreux artistes. Franz Schubert fréquente la maison et y écrit la cantate Prométhée pour les étudiants de Watteroth, qui est exécutée pour la première fois dans le jardin de la maison le 24 juillet 1816. On y croise également Johann Mayrhofer, Joseph von Spaun ou Josef Kriehuber.
Watteroh est fait citoyen d'honneur de Vienne en 1810.